# Antonio Cercariolo
Monsignor Antonio Cercariolo (Levada, 15 giugno 1877 – Scorzè, 3 marzo 1952) è stato un presbitero italiano noto soprattutto per la sua attività legata all'opposizione fascista.

## Biografia

### La formazione giovanile
Allievo del Seminario Vescovile di Treviso, dove completò gli studi di teologia e filosofia, venne ordinato sacerdote il 25 luglio 1902. L'11 settembre dello stesso anno iniziò la carriera sacerdotale come cappellano a Salzano per poi passare alla parrocchia di Pagnano d'Asolo dove rimase per cinque anni.

### Arciprete di Scorzè
Cercariolo venne nominato arciprete di Scorzè il 2 giugno 1909 e l'8 dicembre dello stesso anno prese possesso della parrocchia ricoprendo la carica fino alla sua morte avvenuta il 3 marzo 1952. L'anno seguente al suo arrivo a Scorzè, il presbitero venne nominato vice presidente della Cassa Rurale e fu protagonista della fondazione dell'associazione di Azione Cattolica Italiana.
Gli storici locali sottolineano la presenza del Cercariolo durante gli anni delle guerre. Durante la guerra di Libia (1911-1912) e la Grande Guerra (1915-1918) infatti, assistette i soldati feriti ricoverati presso gli ospedali da campo del paese. Durante la Prima Guerra Mondiale Scorzè non fu coinvolta direttamente durante le fasi del conflitto, tuttavia fu zona di rifugio e di riposo per le truppe impegnate al fronte. Il 30 maggio 1915, pochi giorni dopo l'entrata in guerra dell'Italia a fianco degli Alleati, in occasione della benedizione della nuova campana, Cercariolo tenne una predica volta a confortare la comunità cittadina e a stringersi attorno ai soldati pronti a morire per la patria. Secondo la testimonianza di Don Emilio Spagnolo, il 2 marzo 1916, Cercariolo fu incaricato dal sindaco nella distribuzione dei sussidi militari richiamati nei confronti delle famiglie, compito che ricoprirà fino alla fine della guerra. I giorni successi alla disfatta di Caporetto, il paese scorzettano ospitò diversi reparti di soldati allo sbando, i quali vennero assistiti grazie alle azioni del Sindaco e dell'arciprete. Quest'ultimo verrà premiato con l'onorificenza della Medaglia di Bronzo.
L'8 dicembre 1934, in occasione del venticinquesimo anno di attività pastorale a Scorzè, Cercariolo fu nominato monsignore da Papa Pio XI.
Gli scritti relativi alla storia del comune veneziano dipingono il presbitero come «un'austera figura che ostenta dolcezza assieme ad una severa gentilezza. Umile di costumi. Sfolgorante di energia. Colto e studioso. Oratore bravissimo, dalla voce possente che dava alla parola un rigoroso accento».

## L'opposizione al fascismo
Nel 1922 la penisola italiana vide l'ascesa del fascismo. A Scorzè gli squadristi fascisti trovarono l'opposizione dell'arciprete Antonio Cercariolo. L'8 febbraio 1923 il segretario del Partito Fascista Provinciale di Venezia scrisse all'arciprete di cessare l'opposizione mostrata nei confronti dei fascisti.
Cercariolo si distinse per le sue predicazioni domenicali contro i fascisti di Scorzè che aprirono una sala da ballo nel centro del paese. Nei primi mesi del 1924 il Consiglio Comunale licenziò il medico dott. Ulisse Canziani. Il parroco in seguito al licenziamento, volle salutare e ringraziare il medico durante un'omelia domenicale. I fascisti pochi giorni dopo l'omelia, si recarono in canonica per ammonire il Cercariolo. Quest'ultimo fu denunciato, tuttavia, il giudice della Pretura di Mestre dichiarò di non dover procedere per inconsistenza di accuse.
Dopo l'inaugurazione del Parco delle Rimembranze nel 1925, i fascisti locali si recarono nella sala da ballo per passare la serata. L'arciprete, ancora una volta, non esitò a denunciare questo comportamento inimicandosi ancor più i fascisti.
Un altro episodio di scontro tra don Cercariolo e i fascisti locali si tenne nel 1927. Il Capo Ufficio Segreteria Politica della Federazione Provinciale Fascista di Venezia denunciò il parroco, reo di non aver iscritto dei bambini all'Opera nazionale Balilla.
Secondo la testimonianza di un parroco insediatosi a Scorzè dopo la Seconda Guerra Mondiale, l'Arciprete, dopo aver appreso la notizia dell'armistizio siglato l'8 settembre 1943, sarebbe uscito dalla chiesa e, rivolgendosi a Fabris, avrebbe gridato "Ludovico xe finia a guerra!". Inoltre si testimonia che il Monsignor Cercariolo facesse ascoltare Radio Londra, che al tempo era vietata.

## La morte
Dopo 42 anni di attività morì il 3 marzo 1952. «Nei suoi ultimi anni si muoveva con difficoltà e il cappellano Don Mario Toniato mi ripeteva che l'Arciprete soffriva e aveva difficoltà di cuore e che il medico gli raccomandava di salire le scale il meno possibile: Morì a 74 anni». I cittadini scorzettani, concordando con gli storici locali, ritengono che il Cercariolo morì talmente povero che la cittadinanza dovette organizzare una colletta improvvisata per provvedere al pagamento della bara e del rituale funebre celebrato il 7 marzo.
Negli anni successivi alla morte, al Cercariolo fu intitolata una delle vie principali di Scorzè. 